# Новооржицкий поселковый совет
Новооржицкий поселковый совет (укр. Новооржицька селищна рада) — входит в состав
Оржицкого района
Полтавской области
Украины.
Административный центр поселкового совета находится в 
пгт Новооржицкое.

## История
- 1980 — дата образования.

## Населённые пункты совета
- пгт Новооржицкое